# Thủy điện Khe Bố
Thủy điện Khe Bố là thủy điện xây dựng trên sông Cả (sông Lam) tại vùng đất xã Tam Quang huyện Tương Dương tỉnh Nghệ An, Việt Nam.
Thủy điện Khe Bố có công suất 100 MW với 2 tổ máy, sản lượng điện hàng năm 442,8 triệu KWh, khởi công tháng 09/2007 hoàn thành tháng 05/2013 .
Vị trí đập chính ở kề thôn Khe Bố. Gần đó là núi Khe Bố, nơi có Mỏ than Khe Bố.
Phía hạ nguồn cách Khe Bố 30 km theo đường sông là Thủy điện Chi Khê 19°05′08″B 104°48′34″Đ / 19,085419°B 104,809312°Đ. Các Thủy điện Nậm Nơn 19°17′46″B 104°25′15″Đ / 19,29621°B 104,420913°Đ, Khe Bố và Chi Khê hoạt động lệ thuộc vào hồ chứa nước của Thủy điện Bản Vẽ 19°20′33″B 104°29′10″Đ / 19,342365°B 104,486058°Đ.

## Tác động dân sinh
Có 7 xã, thị trấn phải di chuyển do bị ngập nước là Tam Quang, Tam Đình, Tam Thái, Thạch Giám, thị trấn Hoà Bình, Xá Lượng và Yên Thắng. Theo quy trình bắt buộc là khi bố trí khu tái định cư cho nhân dân thì tất cả các hạng mục hạ tầng cơ bản phải hoàn thành trước khi đưa dân đến nơi ở mới. Tuy nhiên sự chậm trễ cứ tự nhiên diễn ra dẫn đến khó khăn cho đời sống nhân dân .
Đến năm 2017 hỗ trợ tái định cư vẫn nhùng nhằng, được nêu ra là "thủy điện Khe Bố 'bỏ quên' quyền lợi người dân"